# Кануман (річка)
Кануман, Сукундурі (порт. Rio Canumã, Rio Sucunduri) — річка у Південній Америці, в північній Бразилії (штат Амазонас) — права притока річки Мадейри. Належить до водного басейну Амазонки → Атлантичного океану.

## Географія
Річка бере свій початок на південному кордоні штату Амазонас, майже на кордоні зі штатом Мату-Гросу, недалеко від міста Жакаретінґа, і повністю протікає у східній частині штату. У верхів'ї вона відома під іменем Сукундурі. Тече у північному напрямку, в горбистій місцевості з ділянками порогів і водоспадів, між басейнами річок Журуєна — Тапажос та Абакашис — на сході, та річки Аріпуанан — на заході. Впадає у рукав Мадейри — Парана-Кануман (Парана-Урарія) (Кануман), за 30 км по руслу від місця його відгалуження від основного русла Мадейри. Ділянка суші, яка обмежена основним руслом Мадейри, рукавом Парана-Урарія та руслом Амазонки — утворює острів Тупінамбаранас (11 850 км² — 66-й у світі за розміром). На руслі річки розташовані пороги: Котовело, Упуї, Аір, Фура-Брако, Тукуріба; та водоспади: Боннет, Пура, Моура.
Річка Кануман має довжину 900 км. Живлення дощове.

## Населенні пункти
Найбільші населенні пункти на берегах річки: Терра-Прета, Бом-Лугар, Віла-Порто-Франко, Тукуман, Тукуріба, Віла-Меріті, Аріранга.

## Притоки
Річка Кануман на своєму шляху приймає воду багатьох приток, найбільші із них (від витоку до гирла):
- Уруку (ліва, ~ 165 км)
- Камау (ліва, ~ 260 км)
- Акарі (ліва, ~ 660 км)
- Мапія (Мапія Ґранде, ліва, ~ 195 км)